# Morsure d'araignée
 Mise en garde médicale
Chez l'homme, une morsure d'araignée (appelée parfois abusivement piqûre d'araignée) entraînant une blessure susceptible d'envenimation, selon l'espèce en cause, est un accident rare. Peu d'espèces d'araignées mordent l'homme et leur venin est rarement dangereux. Ainsi, environ 98 % des morsures infligées par ces espèces sont inoffensives et sans conséquence, car pas forcément chargées de venin (morsure « sèche », sans envenimation). Peu de cas mortels sont recensés dans la littérature médicale (environ 10 décès par an dans le monde), les serpents faisant 5 000 fois plus de morts dans le monde chaque année, et les moustiques encore bien plus. Elles ne font donc pas partie, contrairement à leur réputation légendaire, des animaux les plus venimeux (les caractéristiques épidémiologiques et cliniques des envenimations — réactions d'hypersensibilité, réactions allergiques et infections secondaires — montrent que les insectes hyménoptères — en premier les abeilles, largement devant les piqûres de guêpes et de fourmis — sont la cause d'envenimation à l'origine de près de 80 % des patients admis aux urgences), et des animaux les plus dangereux pour l'homme dans le monde,.
Parmi les 51 293 espèces d'araignées connues dans le monde en 2023 d'après le World Spider Catalog, une centaine peut provoquer une réaction chez l'homme et seulement une quinzaine est potentiellement dangereuse. L'immense majorité des araignées est donc inoffensive, d'autant plus que leur mode de vie n'aboutit pas à des contacts physiques avec l'homme : elles sont peu agressives (à l'exception des femelles protégeant leur cocon ou lorsqu'elles sont acculées au cours d'une manipulation avec contention, les morsures n'étant jamais des attaques mais des réactions de défense) ; 70 % d'entre elles n'ont pas de crochets assez longs pour percer la peau humaine ; si elles y parviennent, leurs morsures sont dites « blanches » ou « sèches » (sans injection de venin) dans la moitié des cas pour ne pas gâcher ce liquide toxique, les hommes n'étant pas des proies ; les éléments des venins de la grande majorité ne sont pas actifs sur les mammifères, provoquant essentiellement des réactions cutanées locales (allergies), même chez les mygales,.
Les organes inoculateurs de venin chez les araignées sont deux crochets présents à l'extrémité des chélicères, provoquant chez l'homme une morsure plus ou moins douloureuse en fonction de leur taille. N'étant pas des insectes, elle ne possèdent pas de dard (appelé aussi aiguillon) ou de rostre, si bien que les arachnologues parlent généralement de morsure et non de piqûre. Cependant, le plan d'articulation des chélicères est vertical chez les mygalomorphes et horizontal chez les aranéomorphes : chez les premières, il est possible d'utiliser le terme imagé de piqûre (les mygales piquent) et chez les secondes celui à la fois de piqûre et de morsure (elles piquent et mordent).
Les araignées considérées comme dangereuses possèdent un venin potentiellement toxique pour les humains. Ce venin est destiné à paralyser et tuer de petites proies (effets neurotoxiques), mais aussi à pré-digérer (lyse des cellules par des enzymes digestives) les organes internes de la proie, d'où l'apparition de phénomène nécrotiques après certaines morsures.
L'aranéisme, l'état médical induit par une morsure d'araignée, est souvent difficile à diagnostiquer quand l'animal n'a pas été vu en train de mordre. On parle de latrodectisme pour décrire le syndrome induit par la morsure d'araignées du genre Latrodectus,, et d'atraxisme par le genre Atrax ; ce sont des aranéismes neurotoxiques. On appelle loxoscelisme le syndrome viscéro-cutané (ou viscéro-nécrotique) induit par le genre Loxoscele ; c'est un aranéisme nécrosant.
En principe, on utilise le terme d'arachnidisme pour désigner les envenimations dues aux arachnides (araignées, scorpions, acariens).
Aucune preuve scientifique n'appuie l'hypothèse qu'une araignée puisse transmettre des maladies infectieuses, mais il est en revanche certain que les araignées jouent un rôle écologique essentiel en consommant des insectes qui en transmettent.
De façon générale, la fréquence et la gravité des morsures d'araignée sont le plus souvent surestimées, cet arachnide étant souvent accusé à tort par le patient,.

## Espèces dangereuses pour l'homme

### Comportement

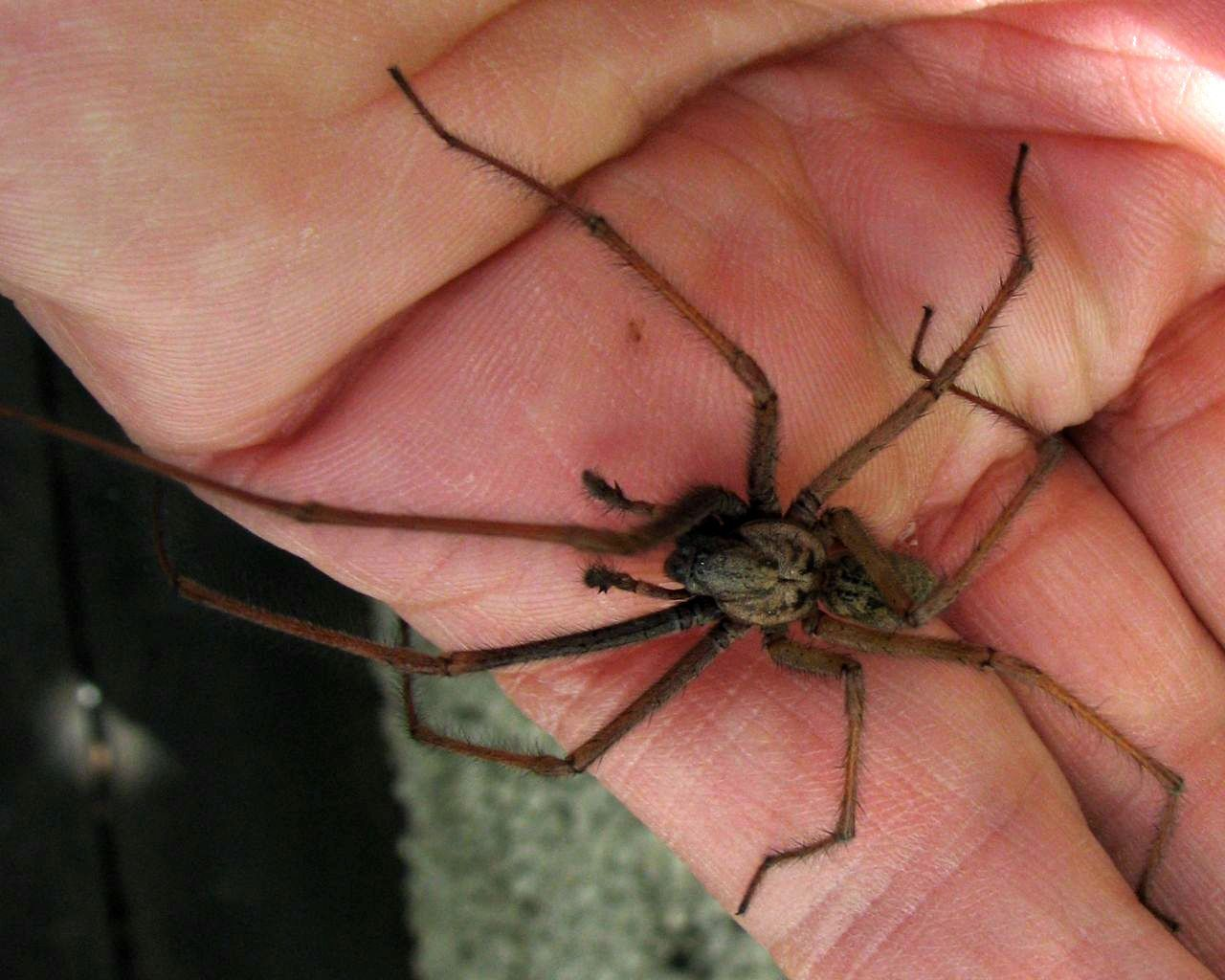
Malgré sa grande taille, la tégénaire noire, fréquente en Europe, est totalement inoffensive pour l'homme.

Toutes les araignées sont essentiellement carnivores (à l'exception de l'araignée Bagheera kiplingi), prédateurs actifs d'animaux vivants (arthropodes, insectes, petits crustacés) dont la taille est voisine de la leur, y compris d'autres araignées. Les techniques de capture sont très variées, combinant la morsure venimeuse à l'utilisation de la soie pour paralyser et tuer leur proie avant de les consommer.
Elles mordent également pour se défendre contre une menace (la morsure est un mécanisme de défense naturel). La plupart des araignées ne mordent pas les animaux plus grands qu'elles, préférant fuir ou simuler la mort (immobilisation réflexe, comportement appelé thanatose), d'autres ont un comportement plutôt agressif, par exemple si elles se retrouvent prisonnières entre la peau et un vêtement (col de chemise, bas de pantalon…).

### Dangerosité
La rencontre physique avec elles est rare et leur petite taille (pour la majorité des espèces, autour de 5 millimètres) ne permet pas toujours à leurs crochets trop courts de transpercer la peau humaine. Les composants des venins de la grande majorité des araignées sont actifs sur leurs proies, essentiellement des insectes, mais pas sur les grands mammifères dont les êtres humains. Seule une petite minorité d'espèces d'araignées possède une chélicère assez forte pour pénétrer le revêtement cutané. Pour les araignées « de taille plus grande, les morsures provoquent parfois une réaction inflammatoire locale douloureuse mais bénigne. La seule complication peut provenir d'une surinfection locale ou générale puisque toute morsure est une blessure septique, mais dans la pratique elle est rarement observée ».
En 2017, au niveau mondial, sur près de 47 000 espèces connues, une soixantaine d'espèces sont considérées comme potentiellement dangereuses. Ces espèces dangereuses se répartissent sur quelques genres : Latrodectus, Loxosceles, Atrax, Hadronyche et Trechona. Enfin, lorsqu'il y a décès, il n'est pas l'aboutissement des morsures mais des infections, voire des surinfections, et non par l'effet direct du venin.
La plupart des espèces dangereuses pour les humains se trouvent en régions tropicales ou subtropicales, et aussi en région méditerranéenne. En Europe, très peu d'espèces peuvent mordre l'humain et lui injecter un venin toxique (pouvant causer une nécrose cutanée au site de la morsure), et aucune de celles présentes dans les habitations, à l'exception de Loxosceles rufescens (araignée-violon) et des Cheiracanthes (araignées domestiques occasionnelles).

### GenreLatrodectus
Le terme usuel « veuve noire » peut désigner plusieurs espèces d'araignées du genre Latrodectus. En Europe se trouve la malmignatte ou veuve noire d'Europe ou méditerranéenne (Latrodectus tredecimguttatus), visible notamment dans le sud de la France et en Corse. D'autres espèces sont répandues dans la plupart des régions tropicales et tempérées du globe, comme la veuve noire d'Amérique du Nord (Latrodectus mactans).
La morsure des veuves noires peut donner un syndrome essentiellement neurologique : le latrodectisme, chez l'homme et les autres mammifères.

### GenreLoxosceles
Les accidents les plus graves sont dus aux deux espèces américaines : L. reclusa (Amérique du Nord et centrale) et L. laeta (Amérique centrale et du sud). L. Rufescens se trouve autour de la Méditerranée et aux États-Unis (probablement importée). Ces araignées fréquentent volontiers l'intérieur des maisons (recoins, coins sombres, placards et dépendances).
Le loxoscelisme (forme nécrosante et forme viscérale) due à la morsure du genre Loxosceles, est un accident très rare en Europe, mais relativement fréquent aux Amériques.

### GenrePhoneutria
Les deux espèces les plus dangereuses sont Phoneutria nigriventer et Phoneutria keyserlingi.
Ces araignées du genre Phoneutria se trouvent en Amérique du Sud. Grandes et agressives, elles chassent la nuit de petits vertébrés. Leur venin est très toxique pour les hommes, agissant sur le système nerveux et périphérique. La morsure est très douloureuse, la mortalité est rare mais elle peut survenir par paralysie respiratoire. Le syndrome toxique est appelé « phoneutriisme ».

### GenreAtrax
Les mygales (mygalomorphæ) sont aussi capables de mordre l'homme, mais une seule espèce a un venin mortel, Atrax robustus, qui vit en Australie (rayon de 200 km autour de Sydney), et dont l'envenimation s'appelle atraxisme. D'autres espèces du genre Atrax peuvent causer un atraxisme plus ou moins sévère : A. formidabilis, A. versutus, A. infensus. On en rapproche le genre Trechona (Amérique du Sud) qui peut donner un tableau analogue.
Les autres mygalomorphes, même de grande taille, ne semblent pas dangereuses (morsure douloureuse mais sans conséquence grave). Pour se défendre, elles utilisent plutôt les poils de leur abdomen (soies urticantes (en)) qu'elles projettent en se frottant avec leurs pattes arrière vers l'agresseur. L'idée d'une dangerosité liée aux mygales les plus grandes, les plus sombres et les plus velues relève d'une crainte imaginaire, mais qui reste bien ancrée dans la mémoire collective, comme on peut le voir au cinéma.
Les accidents mortels liés à Atrax robustus sont le fait des mâles de petite taille (corps de 2,5  à   4 cm, sans les pattes), qui deviennent agressifs en été, période de reproduction. Ils se déplacent sur de longues distances pour trouver une partenaire, et peuvent entrer dans les habitations (banlieue de Sydney), où ils se cachent dans les placards (vêtements, chaussures). Dérangé, l'animal a un réflexe immédiat de morsure. Le mâle peut en être victime à son tour car la femelle peut le tuer lors de l'accouplement.
On inclut dans l'atraxisme l'envenimation par le genre Hadronyche, qui peut donner un tableau analogue. Hadronyche formidabilis se trouve dans les zones forestières du Sud-Est australien, son venin est encore plus dangereux que celui d'Atrax robustus, mais les accidents sont plus rares (rencontres moins fréquentes).

### Autres genres
Les accidents liés à d'autres espèces sont beaucoup plus rares, soit parce qu'elles sont moins venimeuses pour l'homme, soit parce que l'homme a peu d'occasion de les déranger, du fait de leur habitat. Le plus souvent, la morsure peut être douloureuse, mais pas dangereuse.
La plus connue, de réputation historique, est la tarentule Lycosa tarantula, ou Lycose de Narbonne, des pays méditerranéens, qui peut mordre l'humain, sans la gravité qu'on lui donnait, mais avec un risque d'œdème compressif. Lycosa raptoria se trouve en Amérique du Sud.
Peuvent se retrouver à l'intérieur des maisons : les ségestries, comme la ségestrie florentine ; les clubionidae.
D'autres espèces éventuellement mordeuses pour l'homme sont la chiracanthe d'automne, la dolomède des marais, Amaurobius ferox, l'argiope frelon, et l'argyronète, une araignée aquatique.
En plus d'espèces déjà citées, des morsures d'Amaurobius similis, de Dysdera crocata, de Nuctenea umbratica, de Steatoda grossa, de Scotophaeus blackwalli, d'épeire diadème, de Drassodes lapidosus, de Trochosa ruricola, de Leptorhoptrum robustum et de Steatoda nobilis ont été répertoriées au Royaume-Uni. Ces onze espèces forment une très petite minorité parmi les 700 espèces environ qui vivent dans le pays.
Certaines espèces sont redoutées, probablement à cause de leur comportement (araignées sauteuses, araignées ressemblant à des fourmis ou des crabes, toutes ayant la particularité de s'attaquer à des proies plus grosses qu'elles), mais sans que l'on sache exactement si cette crainte est justifiée ou pas. C'est le cas des Salticidae (comme Phidippus aux États-Unis et Mopsus en Australie) ou des Thomisidae (araignées-crabes) comme Phrynarachne ; les morsures de Phrynarachne rugosa, appelée localement foka, seraient mortelles à Madagascar.
Des morsures d'espèces exotiques, importées involontairement par le transport de marchandises, ont aussi été signalées : Cheiracanthium, le babouk, la veuve noire et Steatoda paykulliana, notamment des araignées-bananes.
En occupant sans cesse de nouveaux milieux par l'urbanisation, l'humain va à la rencontre de nouvelles espèces d'araignées qui s'adaptent aux changements. Par exemple, le froid de l'hiver, barrière d'activité pour les araignées, n'est plus un obstacle dans les maisons chauffées. La diversité des araignées est un modèle d'adaptation structurale, comportementale et d'écologie évolutive, y compris de leur fonction venimeuse.

## Venins d'araignées
Le venin des araignées est produit et accumulé dans des glandes placées en totalité ou en partie dans les chélicères. Ces glandes possèdent une musculature propre qui expulse le venin. L'araignée peut « régler » la quantité de venin à injecter à sa proie. Ces venins sont le plus souvent peu actifs sur l'homme. Ils sont difficiles à extraire, car les quantités obtenues par individu sont très faibles. Ils sont mieux connus grâce au développement de la microchimie (chimie analytique microscopique).
La recherche a porté en priorité sur les venins des espèces dangereuses pour l'homme. La fonction venimeuse de l'araignée est considérée comme une annexe du tube digestif, comme une prédigestion externe, d'où la présence de neurotoxines (paralysant la proie) et d'enzymes (débutant la digestion).
Les principales enzymes sont des hyaluronidases, qui facilitent l'action des autres toxines, des protéases, des hydrolases, et des estérases. Ces enzymes ont un pouvoir nécrosant très variable sur les mammifères. Chez l'homme, elles ne provoquent en général qu'une inflammation locale légère, à l'exception du venin des Loxosceles dont le pouvoir nécrosant est dû à la présence de sphingomyélinases.
Les neurotoxines protéiques des araignées ne répondent à aucune structure commune (contrairement à celles des serpents qui se conforment à des modèles similaires en 3 dimensions). Elles sont donc très diverses (leur masse molaire varie de 4 000  à   130 000 daltons). Les deux principales toxiques pour l'humain sont la robustoxine (chez Atrax Robustus) et l' α-latrotoxine (chez Latodrectus). Elles agissent au niveau de la jonction neuromusculaire, en deux temps, provoquant d'abord une contracture, puis une paralysie.
Le venin d'araignée contient d'autres neurotoxines, comme des polyamines propres aux araignées, ce sont des molécules à mode d'action particulier, actives chez les insectes, mais sans effet chez les mammifères, ce qui les fait envisager comme des insecticides biologiques d'avenir.

## Épidémiologie des morsures
En France, les morsures d'araignées existent surtout dans le sud-est en bordure méditerranéenne. On compte 5 à 10 cas par an de morsure par veuve noire européenne, signalés au centre antipoison de Marseille (qui couvre 3 régions : PACA, Corse et Languedoc-Roussillon), toujours en été et principalement en Corse (1 à 2 cas par an pour le seul Hôpital de Bastia). Depuis 2009, quelques cas exceptionnels de morsure par araignée-violon sont survenus, ce qui ferait du sud de la France une nouvelle zone d'endémie de loxoscélisme.
Les accidents d'envenimation par animaux terrestres sont considérés comme un problème de santé publique au Brésil. 21 % de ces accidents sont dus à des araignées (20 000 cas par an) ; ils sont presque toujours bénins ou modérés, sévères pour 2 %, avec une quinzaine de décès par an – le Brésil comptant près de 220 décès par an par venins terrestres (majoritairement serpents et scorpions).
Aux États-Unis, la fréquence et la gravité des morsures d'araignées est discutée. Ce problème d'araignée est apparu au milieu du XXe siècle, alors qu'il n'était pas reconnu auparavant. Selon les données scientifiques rigoureuses, Loxosceles reclusa se trouve au sud du centre-ouest, dans une dizaine d'États autour de l'Arkhansas, où se trouvent effectivement des cas de loxoscélisme. Toutefois, de nombreuses publications font état de cas survenant sur toute l'Amérique du Nord, y compris au Canada, cas pour la plupart non vérifiés par un spécialiste des araignées (arachnologue). Ce qui pose aussi bien le problème de la fiabilité des observations que celui d'éventuels changements écologiques,.
Quelques dizaines, voire quelques centaines de cas sont ainsi recensés chaque année au Royaume-Uni. En général, ce qui est considéré comme une morsure d'araignée est en fait une piqûre d'insecte ou de plante. Les araignées mordent très rarement plusieurs fois de suite et une succession de boutons doit plutôt faire penser à des piqûres d'insectes comme la punaise de lit.

## Signes et symptômes

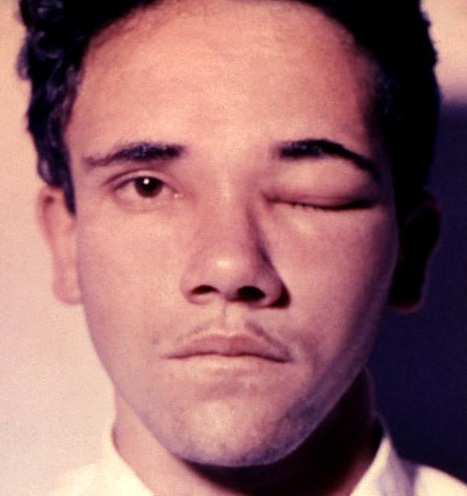
Un Brésilien 31 heures après avoir été mordu à la face par une araignée du genre Loxosceles.

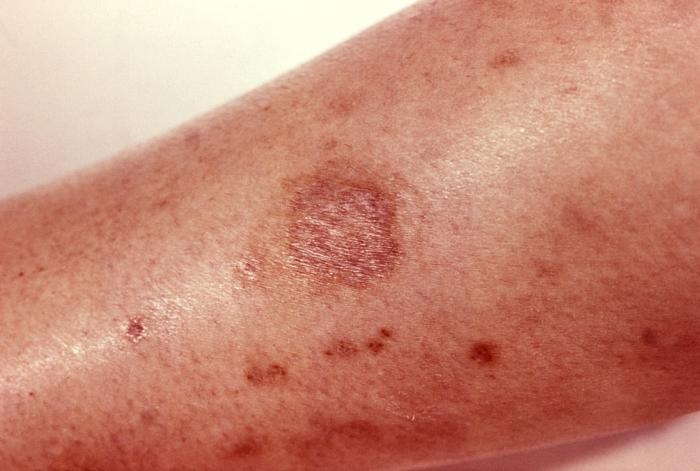
Cicatrice d'une morsure d'araignée recluse (après 4 mois)

### Morsure simple
Il s'agit des cas les plus fréquents, avec envenimation absente ou minime.
La douleur peut être immédiate ou retardée (de quelques minutes). En règle générale, en France, les morsures d'araignée à douleur locale immédiate puis décroissante sont rassurantes, car les morsures les plus dangereuses (Latrodectus, Loxosceles) sont à douleur retardée ,, avec tendance à s'étendre.
La douleur ressentie lors d'une morsure d'araignée va de la piqure d'épingle à la piqûre de guêpe. L'effet du venin varie selon l'espèce, et des espèces très proches peuvent avoir un effet venimeux sur l'humain très différent. Pour les morsures bénignes, les symptômes se limitent à des enflures, une inflammation ou des démangeaisons.
Les douleurs dues aux morsures simples d'araignée durent en moyenne 5 à 60 minutes, en restant localisées. Le taux d'infection bactériologique due à une morsure d'araignée est bas (0,9 %), ce qui n'écarte pas la nécessité d'une désinfection.

### Aranéisme neurotoxique
En France, le latrodectisme est le fait de la veuve noire ou malmignatte (Latrodectus tredecimguttatus). Sa morsure quasi-indolore peut passer inaperçue, mais dans les minutes qui suivent, une inflammation locale douloureuse apparait, les douleurs vont croissantes et peuvent se généraliser en quelques heures (douleurs musculaires diffuses). Elles s'accompagnent de malaise général, d'agitation et d'angoisse, de sueurs et de troubles de la pression artérielle.
Des crampes ou des contractures apparaissent ; selon l'allure clinique, l'envenimation peut ressembler à d'autres urgences (infarctus du myocarde, appendicite, péritonite, colique néphrétique, etc.). La morsure peut entraîner la mort chez les enfants et les personnes âgées, mais la mortalité générale est inférieure à un pour cent.
Steatoda nobilis et d'autres espèces du genre Steatoda, qui ressemblent visuellement à la veuve noire, ont un venin assez puissant, qui peut occasionner une douleur intense, de la fièvre et un état faible.

### Aranéisme nécrosant
Il s'agit essentiellement du loxoscélisme : le venin détruit les globules rouges et entraîne une nécrose de la peau et des tissus, avec la formation d'une croûte, des nausées, de la fièvre, des maux de tête, etc.
En France, il s'agit de Loxosceles rufescens dont la morsure est le plus souvent minime : érythème (ou rougeur) centré sur un point bleu noir pouvant laisser la place à petite escarre ou nécrose punctiforme (point noir).

La morsure de la recluse brune (Loxosceles reclusa), qui vit dans le sud des États-Unis, est souvent indolore, mais elle entraîne rapidement des démangeaisons et une lésion en forme de cocarde tricolore grossière qui serait caractéristique : centrée sur du bleu (thrombose) entouré de blanc (ischémie) puis de rouge (érythème). Certains sujets guérissent spontanément au bout de deux ou trois jours, tandis que chez d'autres, la lésion évolue en ulcère nécrosant, parfois extensif pouvant atteindre l'étendue d'une main. La guérison spontanée est lente, jusqu'à plusieurs mois, mais le pronostic vital n'est pas en jeu.

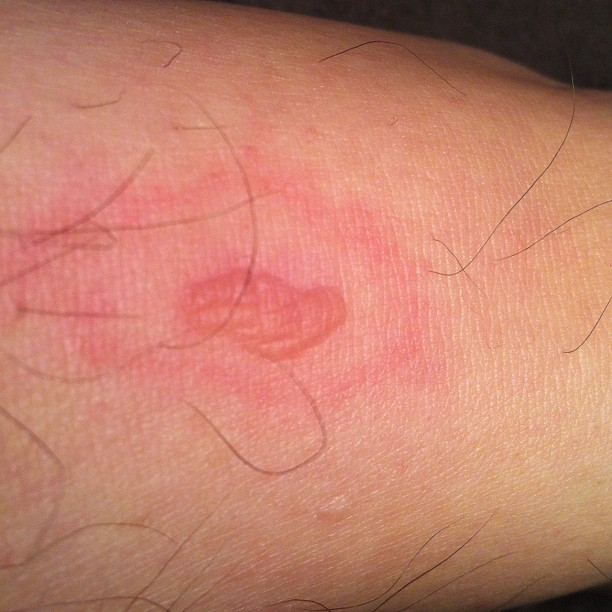
Conséquences d'une morsure de Loxosceles laeta, espèce présente en Amérique du Sud.

Plus rarement, dans les 2 à 3 jours après la morsure, un état de choc peut survenir avec hémolyse, hémoglobinurie, ictère, fièvre, insuffisance rénale et troubles de la conscience,. La mortalité est alors de 10 à 25 %. Ce syndrome est imprévisible, il semble n'être en fonction ni de l'âge du sujet, ni du site de la morsure, ni de l'importance des premiers symptômes.
Le diagnostic de morsure d'araignée devant une ulcération cutanée avec nécrose est un diagnostic d'élimination, c'est-à-dire qu'il doit être envisagé en dernier, après élimination des autres causes possibles, sauf si l'araignée mordeuse a été capturée. Même en zone d'endémie de loxoscélisme, il existe en effet de nombreuses affections cutanées similaires, dont plusieurs sont plus graves qu'une morsure par Loxoscele.

## Traitement

### Traitements historiques
Selon Pline et la médecine de l'antiquité, pour soigner une morsure d'araignée, il fallait y appliquer une décoction d'araignées. Le sang et tous les extraits tissulaires non chauffés de la plupart des araignées sont eux-mêmes toxiques, voire très toxiques (effets hémolytiques, voire protéolytiques), mais d'une toxicité qui diffère de celle du venin. Chez certaines espèces, le sang semble contenir des molécules pouvant atténuer les effets du venin (parfois plus encore quand on l'a chauffé). De nombreux auteurs ont étudié les capacités des araignées à résister à leur propre venin ou à celui d'autres espèces (via des anticorps spécifiques par exemple), ou la possibilité de produire des antidotes.
En Corse, les paysans enfermaient autrefois les personnes piquées par une araignée du genre Latrodectus dans un four à pain encore chaud, pratique qui pourrait aussi selon certains auteurs revêtir un aspect symbolique, en lien avec le symbolisme de l'araignée.

### Traitements actuels
La zone mordue doit être désinfectée, éventuellement avec application de vessie de glace en cas d'inflammation locale douloureuse. Selon les cas, un traitement antalgique, associé ou non à des benzodiazépines, peut être nécessaire.
L'aranéisme neurotoxique est traité par gluconate de calcium en perfusion (en milieu hospitalier). En Australie, deux antivenins spécifiques sont utilisés contre l'envenimation par Atrax robustus, et celle par Hadronyche formidabilis.
Le traitement de l'aranéisme nécrosant n'est pas codifié. Les thérapies les plus utilisées sont, entre autres, les antibiotiques, les corticoïdes, l'oxygènothérapie hyperbare, l'excision et les greffes de peau, selon l'évolution de l'ulcère nécrosant. L'utilisation de sérums anti-venin est controversée. L'un d'entre eux, basé sur une sphyngomyélinase recombinante administrée à des chevaux, serait spécifiquement efficace contre le loxoscélisme.